# Podmaniczky Pál
Podmaniczky Pál, podmanini és aszódi báró (Budapest, 1885. március 16. – Sopron, 1949. október 3.) magyar evangélikus lelkész, egyetemi tanár.

## Életpályája
1901-ben az Ország-Világ című képes hetilap közölte első műfordítását. Tanulmányait Pozsonyban (1903–1907) és Rostockban (1907–1908) végezte el. 1908. október 30-án pappá szentelték. 1910-ben magántanár lett a pozsonyi teológiai akadémián. 1911–1918 között lelkészként dolgozott Felsőszelin. 1912-ben javaslatára megalakult a magyar Önkéntes Missziói mozgalom, melynek vezetője volt. 1917-től teológiai tanár volt Eperjesen, 1918-tól Pozsonyban. 1918-tól a Bethánia Egyesület elnöke és lelkésze volt Budapesten. 1926-ban teológiai doktorátust szerzett a Debreceni Egyetemen. 1928–1949 között nyilvános rendes tanár a Pécsi Tudományegyetem soproni hittudományi karán. 1931–1932 között, valamint 1935–1936 között és 1940–1941 között dékánként is dolgozott.
A Hajnal című külmissziói folyóirat (1913), a Mustármag című hitépítő folyóirat és a Missziói Lapok szerkesztője volt. Jelentősek a skandináv népekkel való egyházi kapcsolatok kiépítése érdekében végzett munkája. Beszélt angolul, csehül, dánul, finnül, franciául, héberül, hollandul, latinul, lengyelül, németül, norvégul, svédlü, ógörögül, olaszul, oroszul és szlovákul.

## Családja
Szülei: Podmaniczky Ármin (1825–1886) országgyűlési képviselő és Egyessy (Halmi) Etelka Franciska (1855–1927) voltak. 1913. szeptember 17-én, Budapesten házasságot kötött Vargha Ilona (1883–1954) író, költő, műfordítóval. Négy gyermekük született: Podmaniczky Márta (1915–2015) szakfordító (Kutas László szobrász édesanyja), Podmaniczky Tamás (1916–1960) bányamérnök, Zsuzsanna (1918–2010) és Podmaniczky János (1924–1983) katona, hadnagy.

## Művei
- A keresztyén istentisztelet lényege dogmatikai és valláspsychológiai alapon kifejtve (Pozsony, 1916)
- A reformáció neveléstörténeti jelentősége (Pozsony, 1916)
- A misszió tudományának vázlata (Debrecen, 1926)